# Muttler Kopf
Muttler Kopf är ett berg i Österrike, på gränsen till Tyskland.   Det ligger i förbundslandet Kärnten, i den västra delen av landet, 500 km väster om huvudstaden Wien. Toppen på Muttler Kopf är 1 896 meter över havet.
Terrängen runt Muttler Kopf är bergig. Runt Muttler Kopf är det ganska glesbefolkat, med 26 invånare per kvadratkilometer.. Närmaste större samhälle är Mittelberg, 13,5 km väster om Muttler Kopf. 
Trakten runt Muttler Kopf består i huvudsak av gräsmarker.